# Schloss Einsiedel (Kirchentellinsfurt)

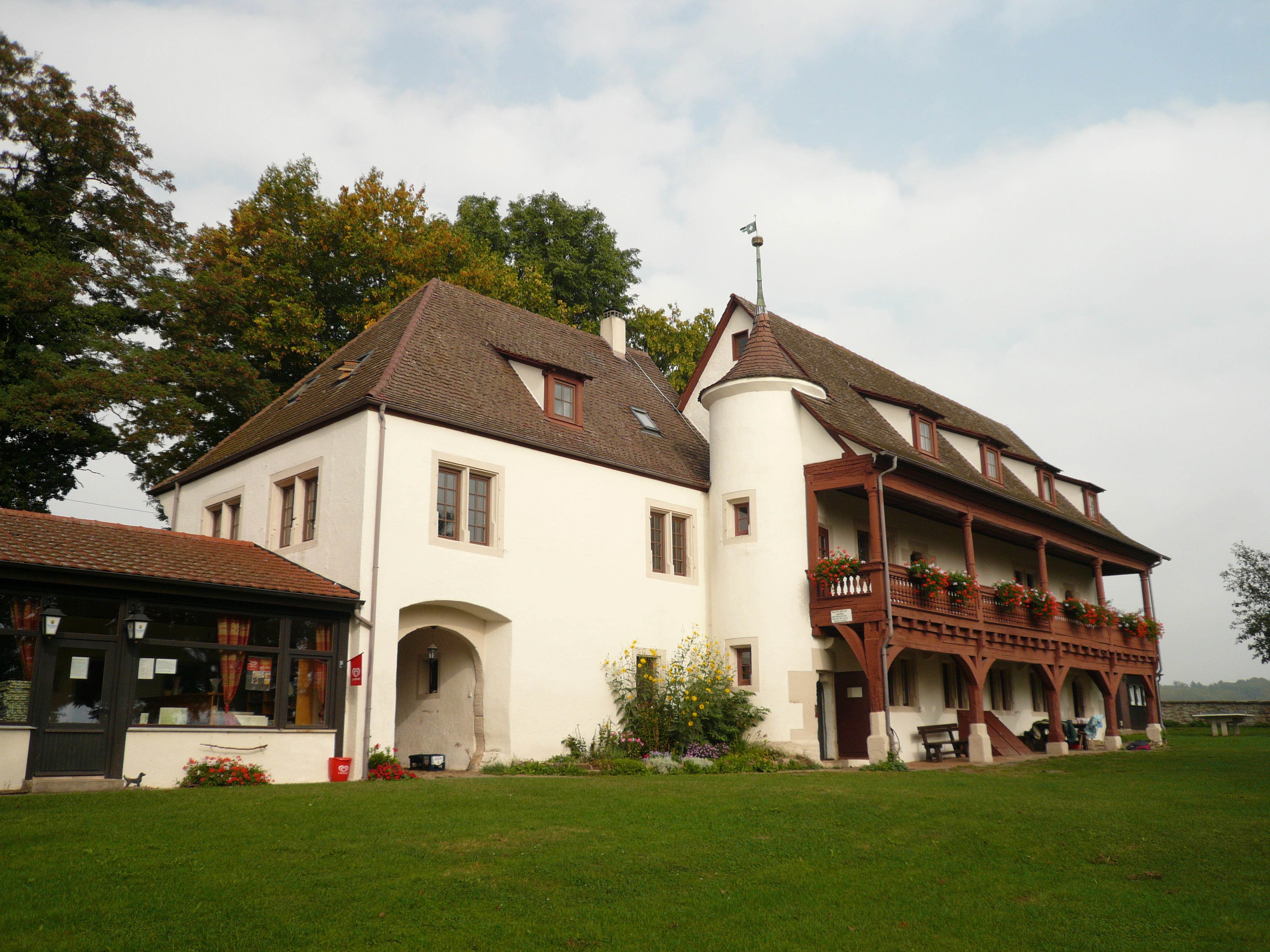
Das Schloss Einsiedel

Das Schloss Einsiedel befindet sich in der zur Gemeinde Kirchentellinsfurt im Landkreis Tübingen gehörenden Siedlung Einsiedel und stellt deren ältesten erhaltenen Teil dar. Es wurde im 15. Jahrhundert von Graf Eberhard im Bart gegründet und dient heute als Jugendgästehaus der katholischen Kirche.

## Geschichte des Schlosses

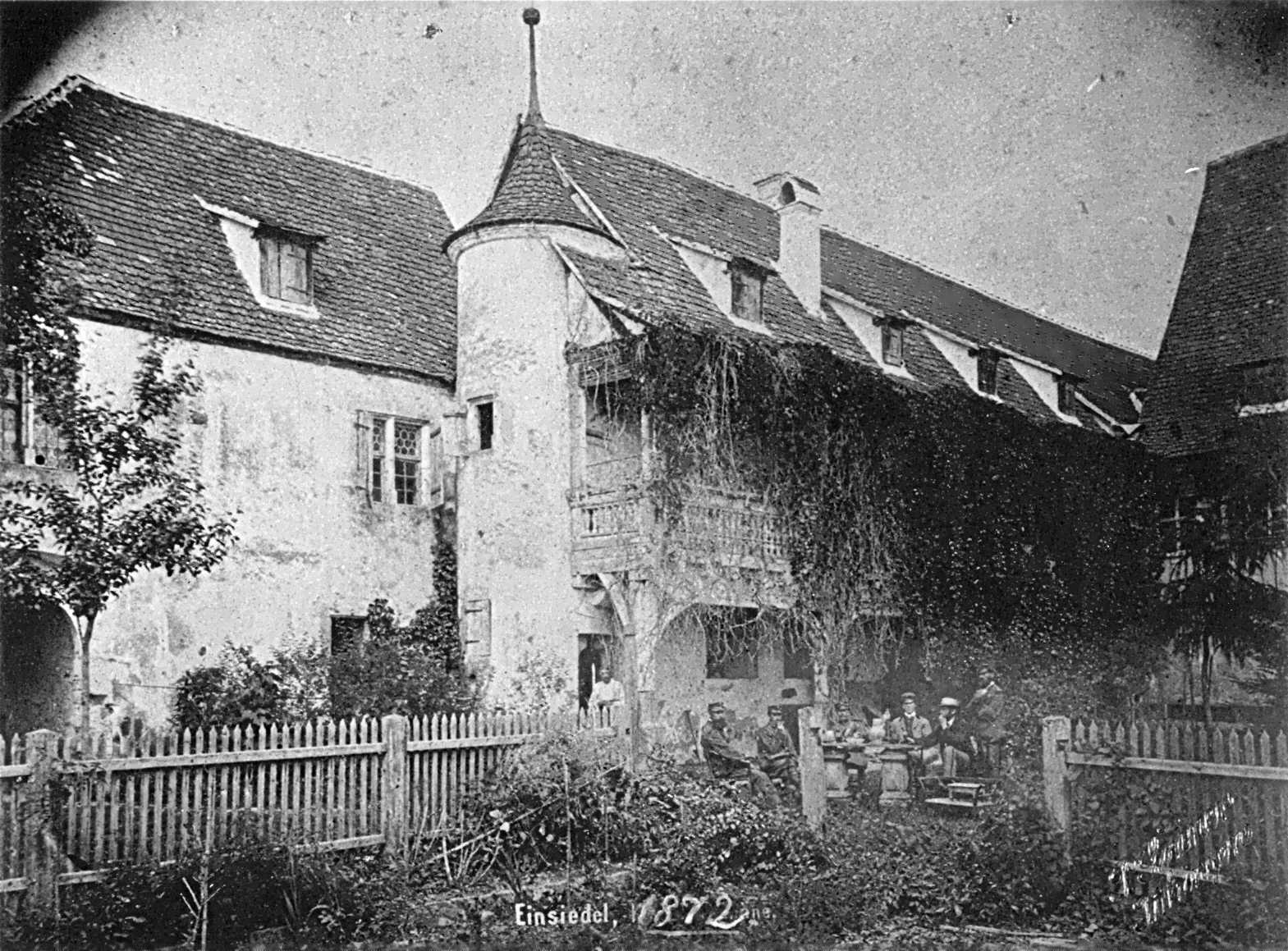
Schloss Einsiedel (1872)

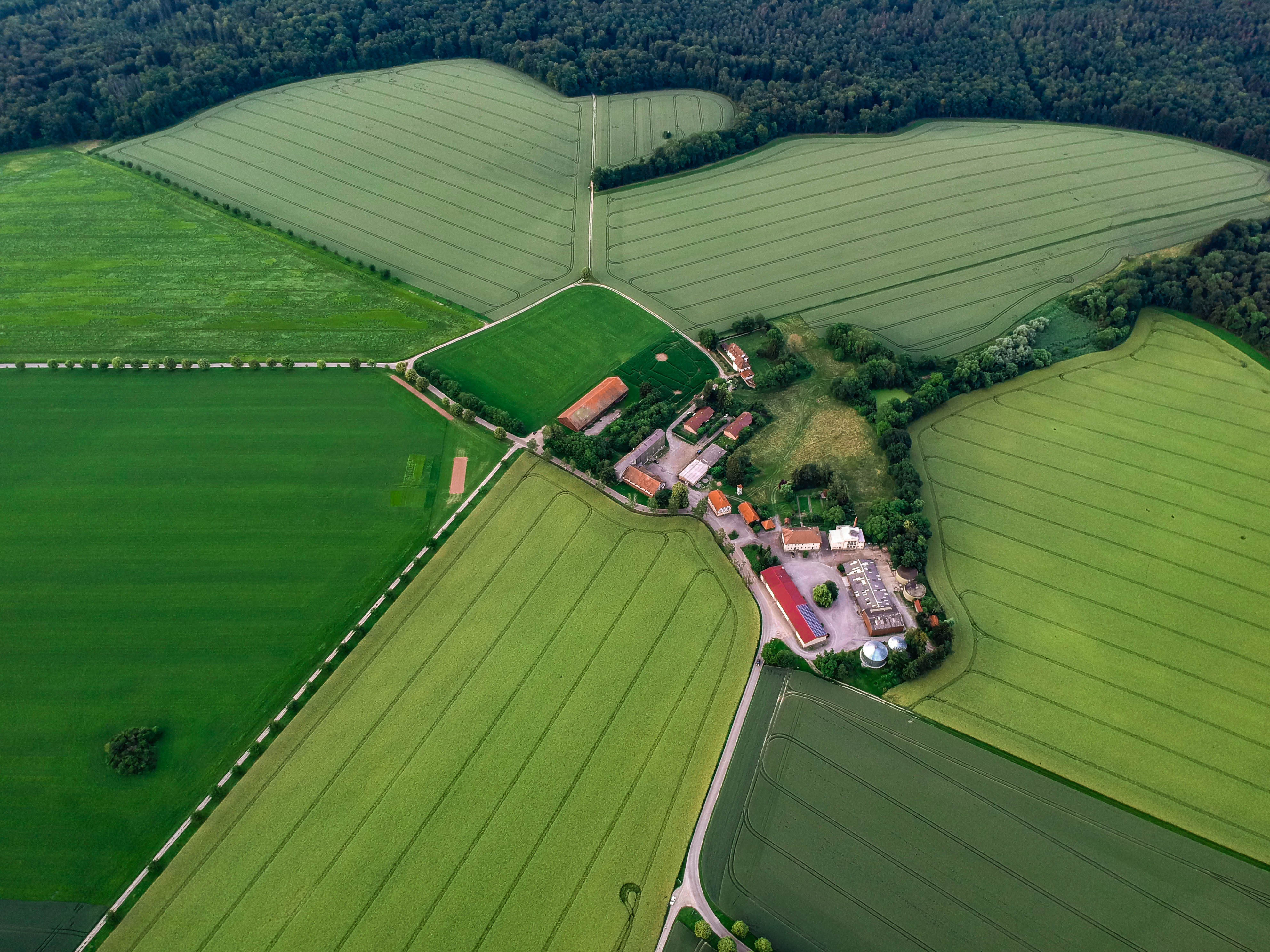
Schloss Einsiedel

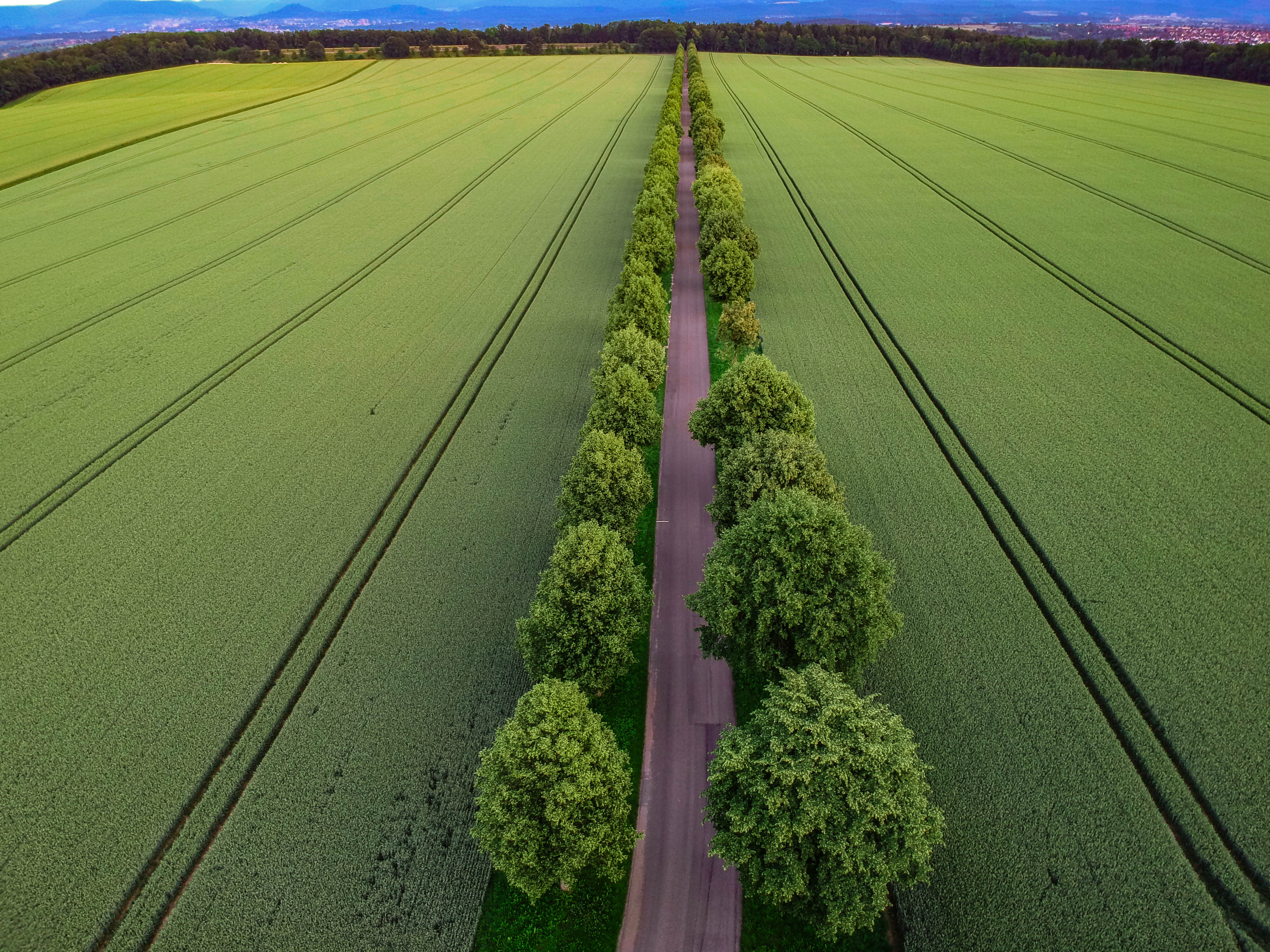
Kirchtentellinsfurter Allee

Auf dem Einsiedel ließ Graf Eberhard im Bart im Jahr 1482 ein dreistöckiges Jagdschloss errichten. Für die Brüder vom gemeinsamen Leben gründete er daneben das Stift St. Peter, in dem er 1496 beigesetzt wurde. Beide Gebäude brannten ab: das Stift 1550, das Jagdschloss mit dem berühmten Weißdorn, den Graf Eberhard von seiner Palästinareise mitgebracht haben soll, 1619. Herzog Johann Friedrich ließ das Schloss teilweise wiederherstellen, so dass heute nur noch ein kleiner Rest des Schlösschens erhalten ist. Sternförmig verlaufen hier Alleen.

## Domäne Einsiedel
Die  Domäne wurde bis 1795 mitsamt dem Gestüt Einsiedel vom Staat in Eigenregie bewirtschaftet. In diesem Jahre verpachtete sie die herzogliche  Regierung erstmals.  Seit 1802 betrieb der Pächter Johann Heinrich Kling den Gutsbetrieb. Zunächst erwirtschaftete er Gewinne, da die Preise für landwirtschaftliche Produkte sowie eine Senkung des Pachtzinses den Domänenbetrieb rentabel machten. In den Teuerungsjahren 1816/17 konnte Kling für seine Erzeugnisse außerordentlich hohe Preise erzielen. Das Gestüt gab ihm kostenlos Dünger ab,  die Verwaltungsnormen gestatteten  günstige Zahlungsfristen für den Pachtzins. Im Dezember 1822 erwarb die Hofdomänenkammer als Privatvermögensverwaltung der königlichen Familie das Gut Einsiedel von der Oberfinanzkammer und übernahm die Domäne im folgenden Frühjahr.
Bis heute befindet sich die Domäne im Eigentum der Hofkammer Württemberg; von 1926 bis 2012 war sie an die Südzucker AG verpachtet, die dort überwiegend Zuckerrübenanbau betrieb.

## Geplante Teststrecke
Der Automobilkonzern Daimler AG hatte am 22. September 2011 der Presse mitgeteilt, man habe ihm seitens der Hofkammer den Einsiedel zum Kauf angeboten. Die Hochfläche auf Kirchentellinsfurter Gemarkung komme nach ersten Überlegungen als einer von bis dahin vier untersuchten möglichen Standorten für ein geplantes Prüf- und Technologiezentrum mit einer mehrere Kilometer langen Teststrecke in Betracht.
Schnell zeigte sich örtlicher Widerstand gegen diese Pläne. Problematisch für einen eventuellen Bau der Teststrecke war zum einen die erforderliche Genehmigung durch das Regierungspräsidium Tübingen für die Änderungen des Flächennutzungsplanes des innerhalb des Naturpark Schönbuch liegenden Geländes. Andererseits bildete sich kurz nach der Bekanntmachung der Pläne Widerstand in einzelnen Fraktionen des Kirchentellinsfurter Gemeinderates sowie in großen Teilen der Bevölkerung, insbesondere im direkt angrenzenden Pfrondorf, wo über 700 Unterschriften gegen diese Pläne gesammelt wurden. Insbesondere der Widerstand der FWV-Fraktion im Gemeinderat hat dann den Projektleiter der Daimler AG Anfang Oktober 2011 dazu bewegen können, von den Planungen Abstand zu nehmen.